# 姜永申
姜永申（？—），男，中华人民共和国军事人物、政治人物，中国人民解放军少将。曾任成都军区某师师长，贵州省军区参谋长，四川省军区司令员，中共四川省委常委。中共十九大代表。